# Harimaguada
Harimaguada o maguada es el término con el que los aborígenes de la isla de Gran Canaria −Canarias, España− denominaban a una serie de mujeres que formaban parte de una institución socio-religiosa insular antes de la Conquista de Canarias. 
Harimaguada vendría a denominar a la mujer encargada de la educación de las maguadas y participar en algunos rituales, siendo una figura muy respetada en el seno de la sociedad prehispánica de Gran Canaria.

## Etimología
De Luca infiere del análisis lingüístico comparado con la tamazight del Ahaggar, que la traducción de ambas voces sería: uhârent^tmawaden = 'reunidas (asociadas) doncellas adolescentes' <> harimawaden <> harimaguada, al castellanizarse el término, y la grafía singular masculina amawad= 'adolescente', <> amaguad <> amaguada <> maguada. De Luca no descarta la posibilidad de que el término abarcase no solo a mujeres sino también a hombres. En ese mismo sentido, Morales Padrón (1978:436), hace referencia a "hombres que vivían en comunidad como religiosos". Dado que eran las mujeres las que llevaban principalmente a cabo la práctica ritual, es posible que la palabra maguada se hubiese feminizado.
En opinión del citado estudioso de la cultura y la lengua canaria, la voz "amawad" y su plural "imawaden" se registran en la toponimia de otras islas identificando lugares de prácticas religiosas en las respectivas sociedades. En Tenerife se documenta montaña Magua (B. Alfonso I, 1991) en la costa de Arico y Almagua o Armagua, aldea en Taganana (D. J. Wolfel, 1965), donde también se encuentra el topónimo Las Magadillas; en la isla de Lanzarote la tradición oral recogida por José de Viera y D. J. Wolfel consigna la aldea de Magua, asentamiento de Tinajo sepultado por las erupciones volcánicas de principios del XVIII. Estos vocablos podrían probar la presencia de las maguadas en aquellas islas, así como la voz grancanaria representada en la denominación Imagua o Inagua (F. Navarro Artiles, 1981; D. J .Wolfel, 1965), montaña situada en los altos de La Aldea de San Nicolás. Igualmente en Gran Canaria D. J. Wolfel (1965) cita la hoya (y monte) de Chinimagua <> ti n imawaden. En la propia isla de La Gomera, L. F. Pérez (1995:271) menciona la fortaleza de Imaguar, también mencionada por D. J. Wolfel (1965). Por su parte, F. Pérez (1995) presenta la variante Imanguen citada en un documento de 1683, y que parece ser la misma voz anterior. El estudio lingüístico de las dos formas isleñas conduce a dos formulaciones similares del plural "imawaden", cuyas evoluciones fonéticas puede ser: imawaden <> imawad <> imaguar, por apócope silábica y posterior equivalencia de la "d" amazig en "r"; e imawaden <> imauguaden <> imangüen <>i manguen. Se observa un complejo proceso de contracción castellanizante en el que se confunde la grafía del fonema "w" <> "u" con una "n", muy frecuente en los documentos de la época; igualmente la deformación resultante suprime el fonema intermedio "ad" y la diéresis, obteniéndose así la forma final imanguen.
Ignacio Reyes García relaciona el término con la voz arəy-mawwad, compuesto por los conceptos [R·Y] 'estar estrechamente emparentado a' y [W·D] ‘llegar a la madurez'.

## Historia

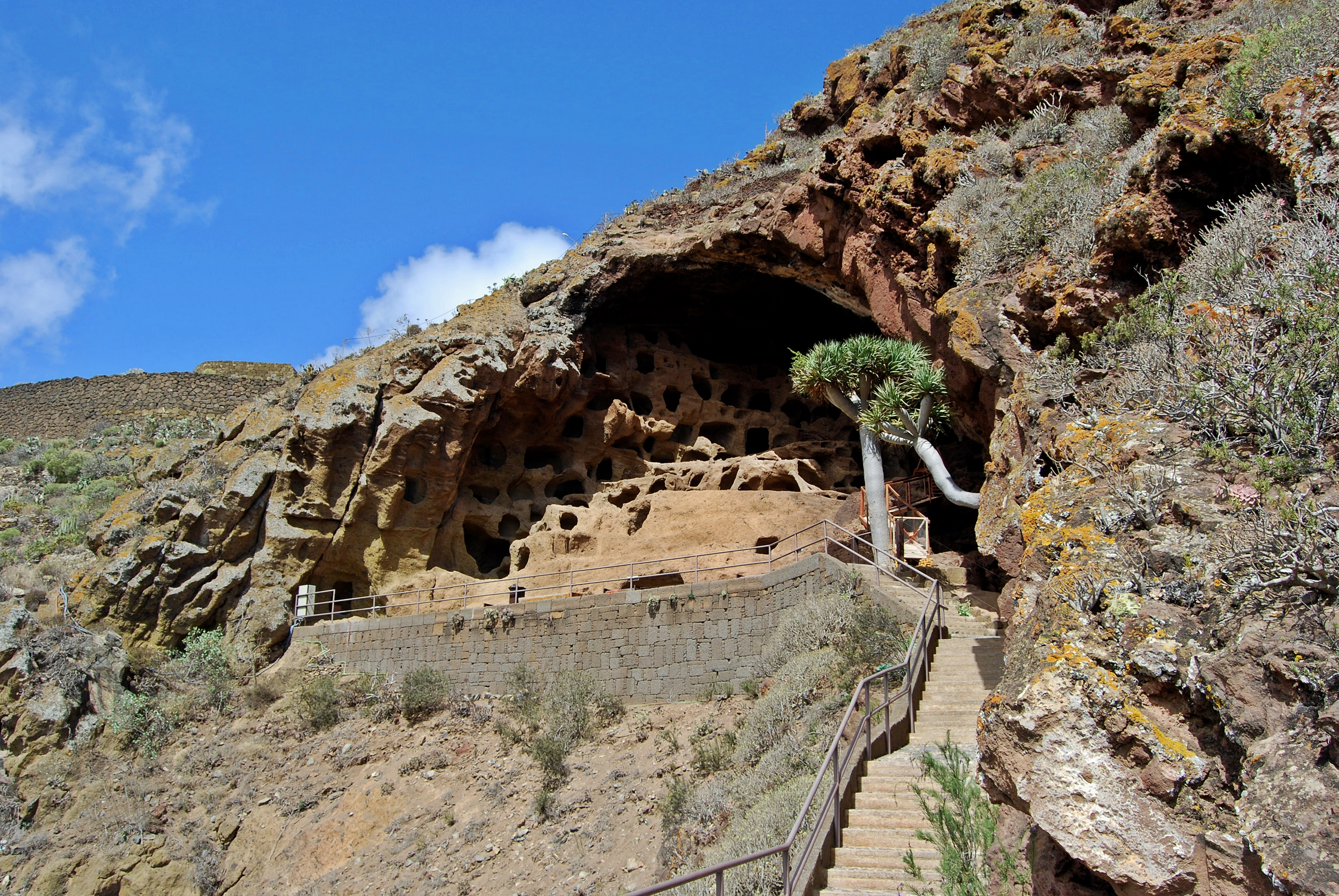
Cenobio de Valerón, tradicionalmente relacionado con las harimaguadas.

Los primeros historiadores dejaron testimonio escrito de algunas noticias relacionadas con la institución de las harimaguadas, que ellos relacionan con las monjas cristianas o con las vestales romanas. 
Leonardo Torriani, Juan de Abréu Galindo y las crónicas de Sedeño y Gómez Escudero, que presumiblemente consultaron una misma fuente, dicen que los antiguos canarios tenían «casas de vírgenes a modo de convento» o «mugeres (...) como religiosas que vivían con recogimiento». Se añade además que las harimaguadas se sustentaban gracias a una especie de diezmos que recibían de parte de la sociedad.
Sus viviendas, que llamaban tamogante en Acoran o 'templo de Dios', eran preeminentes y los delincuentes podían protegerse en ellas. Las harimaguadas no salían de estos «conventos» sino para bañarse en el mar y para oficiar los rituales propiciatorios, durante los cuales iban en procesión con el faycan o sacerdote a los roques sagrados de Tirma y Umiaya o Amagro con vasijas llenas de leche y manteca, y portando hojas de palmera. En los roques derramaban la leche y la manteca, danzando y cantando alrededor, para luego ir al mar y dar golpes en el agua con las hojas de palmera.
También indican los primeros historiadores que las harimaguadas se diferenciaban del resto de mujeres porque vestían largas túnicas de piel de color blanco y que se daban baños regulares en el mar, estando fuertemente castigado el hombre que las contemplara.
Fray José de Sosa desvela un manuscrito de 1678 en el que aparece reflejada lo que los cronistas conocían como la Casa de las Maguadas, en Gáldar: «..Ai tradición que esta casa siendo muy labrada de colores era el Palacio en donde asistían las doncellas recogidas y como religiosas que llamaban Maguadas...».
El mismo de Sosa continúa explicando: «...y también nuestras doncellas canarias las recogía su Rei Guanarteme en su palacio escogiendo de toda la isla la más noble y virtuosa criatura que para su hermosura, aseo y esmero en su vivir eran más señaladas i a fuer de mui honestas respetadas de todos las quales ofresían sus hidalgos padres a este recogimiento y clausura desde ocho años a doce porque demás edad no consentía el Rei que encerrasen lo qual estaban veinte y sinco o treinta años y passados, las que querían, porque otras guardaban su virginidad y aquella clausura toda su vida, se podían cassar presediendo la seremonia que diré después...».
Sin embargo, la dedicación al culto se podía ver interrumpida por el matrimonio, con el beneplácito del rey, que tenía el derecho de prelibación: «...Quando alguna de estas se avía de casar, que era después de aver estado veinte y sinco o treinta años en aquella clausura, primero dormía con el Rei Guanarteme y después la entregaba el mesmo a su marido, celebraba sus bodas con grande aplauso...».
Los lugares donde residían, dedicadas a la enseñanza y a la oración, se denominaban Tamogantes. Las harimaguadas tenían dos asilos principales cercados de muros, de cuyo recinto no salían sino en días determinados para bañarse en el mar, estando prohibido que ningún hombre las encontrase en dichas ocasiones. Una de estas casas estaba en Agaete y otra en el distrito de Telde, junto a la Montaña de las Cuatro Puertas o Montaña Bermeja.
También aporta De Luca la posibilidad de la existencia de maguadas en Tenerife, como lo prueba la toponimia insular a través de la denominada Montaña Magua, en Arico, y que era controlada por jóvenes vestales que realizarían los rituales de la lluvia. De Luca señala que hay elementos etnográficos y lingüísticos que apuntarían en esta dirección.

## Relación con otras culturas
Se ha estudiado también la relación de estos ritos con los existentes entre los incas precolombinos, que elegían a las acllacuna o 'mujeres escogidas', procedentes de una selección realizada por funcionarios imperiales. Visitaban las aldeas y seleccionaban niñas de 10 años que mostrasen un alto grado de perfección física. Las escogidas ingresaban en una especie de retiro-convento y de una nueva selección posterior salían las mamaconas, de las cuales una parte hacía voto de castidad y se destinaban a servir al Sol y a los altares, la llamadas «vírgenes del Sol».

## En la cultura popular

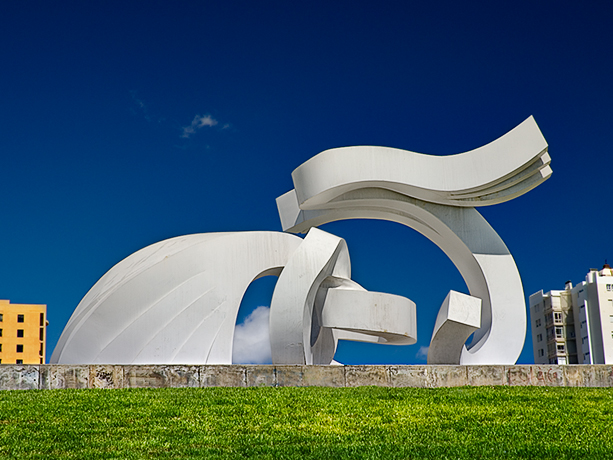
Escultura Lady Harimaguada de Chirino.

Existen numerosas instituciones culturales y cívicas, así como fundaciones, patronazgos y premios al arte y la cultura como los del Festival Internacional de Cine de Las Palmas de Gran Canaria que llevan el nombre Harimaguada.
También existe una escultura conocida como Lady Harimaguada, situada en la avenida Marítima de Las Palmas de Gran Canaria y creada por el artista Martín Chirino López en 1999 en la técnica de hierro pintado al estúco.
Actualmente se utiliza el término Harimaguada para como referencia a una casta sacerdotal de la organización neopagana denominada Iglesia del Pueblo Guanche.